# 2013年中石油腐败案
十八大后中石油腐败案是自2013年开始中国石油系统多名高官因贪腐问题而被中国相关部门调查后牵出的一起腐败窝案，涉案公司达9家之多。这起窝案也是中国能源系统有史以来最大的腐败案。包括前中共中央政法委员会书记周永康的亲信和盟友在内的一批中石油系统的骨干领导几近被全窝端。这起中石油腐败案的处理也是对2012年11月新上任的中共总书记习近平的考验，测试其反腐决心。

## 被查油企高管
| 姓名   | 职务                                                       | 时间           |
| ------ | ---------------------------------------------------------- | -------------- |
| 陶玉春 | 中石油旗下运营商昆仑利用总经理                             | 2013年3月20日  |
| 王永春 | 中石油党组成员、中石油副总经理兼大庆油田有限责任公司总经理 | 2013年8月26日  |
| 李华林 | 中石油党组成员、中石油副总经理                             | 2013年8月27日  |
| 冉新权 | 中石油副总裁兼长庆油田分公司总经理                         | 2013年8月27日  |
| 王道富 | 中石油总地质师兼勘探开发研究院院长                         | 2013年8月27日  |
| 蒋洁敏 | 中石油原董事长                                             | 2013年9月1日   |
| 温青山 | 中石油党组成员、中石油总会计师                             | 2013年12月17日 |
| 薄启亮 | 中石油副总裁兼海外勘探开发分公司总经理                     | 2014年5月15日  |
| 王立新 | 中石油党组成员、纪检组组长                                 | 2014年10月9日  |
| 廖永远 | 中石油党组成员、中石油总经理                               | 2015年3月16日  |